# Подоляк Олександр Іванович
Олександр Іванович Подоляк (нар. 5 січня 1962, Курськ, РРФСР) — радянський та російський футболіст, півзахисник.

## Кар'єра гравця
Вихованець курської ДЮСШ № 3 й аматорської команди «Рахмаш». З 1983 по 1987 рік грав у складі курського «Авангарду», провів 122 матчі, забив 23 м'ячі. У 1988 році перейшов у «Кубань», де провів 18 ігор та забив 1 м'яч, після чого, в тому ж році, поповнив ряди московського «Локомотива», де зіграв у 6 зустрічах Вищої ліги СРСР.
У 1989 році повернувся в «Авангард», в 21 матчі забив 4 м'ячі, після чого повернувся в «Кубань», де й завершив сезон, провівши 19 ігор і забивши 2 м'ячі. Сезон 1990 року розпочав у «Котайку», зіграв 29 зустрічей, в яких відзначився 6-ма голами, після чого знову повернувся в «Кубань», де в тому ж році провів 8 поєдинків і забив 1 м'яч.
У 1991 році перейшов у воронезький «Факел», зіграв 10 матчів, після чого знову повернувся в «Кубань», за яку в тому ж році провів 24 зустрічі.
Сезон 1992 року розпочав у слов'янської «Ниві», зіграв 1 матч, після чого в останній раз повернувся в «Кубань», де й дограв сезон, дебютувавши при цьому у Вищій лізі Росії, в якій провів 24 зустрічі.

## Після завершення кар'єри
Після завершення професійної кар'єри продовжив займатися футболом на аматорському рівні, в даний час грає на першість області серед ветеранів.

## Особисте життя
У Олександра є троє братів - Валерій, Олег (близнюк) і Юрій, які теж були футболістами, разом грали за «Авангард». Окрім цього, син Олександр грає в третій лізі КФК, а племінник Іван також футболіст курської команди.